# Jornades Imatge i Recerca
Les Jornades Imatge i Recerca, també conegudes com Jornades Antoni Varés, són un esdeveniment organitzat des de l'any 1990, de forma biennal, pel Centre de Recerca i Difusió de la Imatge (CRDI) de l'Ajuntament de Girona, juntament amb l'Associació de Professionals de l'Arxivística i la Gestió de Documents de Catalunya (AAC).

## Història
Les Jornades I&R se celebren a la ciutat de Girona des de 1990, conegudes també com Jornades Antoni Varés, en homenatge al fotògraf i cineasta Antoni Varés Martinell. L'esdeveniment reuneix, cada dos anys, experts i públic amb interès a debatre, reflexionar i ensenyar diversos aspectes vinculats amb la gestió del patrimoni fotogràfic i audiovisual. Aquest tema es tracta des d'una àmplia perspectiva que engloba un gran nombre d'especialitats, com ara l'estudi de la fotografia històrica, la gestió del patrimoni cultural, l'arxivística o les noves tecnologies, entre d'altres. A més, es caracteritzen per la voluntat de conèixer quin és l'estat de la qüestió en el marc internacional, donant cabuda a ponents de diverses nacionalitats. El coneixement generat durant l'esdeveniment queda recollit en les publicacions de les actes de les ponències, experiències i comunicacions, consultables a la pàgina web de les Jornades.
El CRDI de l'Ajuntament de Girona, juntament amb l'AAC, encapçalen l'organització de les Jornades I&R, amb el suport del Departament de Cultura i el Departament d'Acció Exterior i Unió Europea de la Generalitat de Catalunya. L'esdeveniment és promogut pel Consell Internacional d'Arxius i compta amb la col·laboració de diverses entitats, com ara l'Institut d'Estudis Fotogràfics de Catalunya, el Photoconsortium, el Sindicat de la Imatge UPIFC i la Federació ANABAD, entre d'altres.
Durant les Jornades I&R se celebren activitats diverses com ara ponències, tallers, taules rodones o presentacions d'experiències, on els participants són convidats a exposar els seus treballs, experiències en la realització d'una exposició, d'una publicació, en el tractament d'un fons determinat o altres activitats relacionades. A més, l'esdeveniment ofereix un servei de traducció simultània, fet que permet la participació i l'assistència d'un públic tant local com internacional.
Al llarg de les Jornades, han participat a les ponències i activitats nombrosos professionals com ara l'arxiver i antic cap del Servei de Gestió Documental, Arxius i Publicacions de l'Ajuntament de Girona, Joan Boadas i Raset; el catedràtic i historiador Santiago Riera i Tuèbols; la catedràtica, artista i historiadora de l'art Rosa Vives; l'advocat i historiador Josep Cruanyes i Tor; el restaurador i conservador cinematogràfic Anton Giménez i Riba; l'historiador del cinema Joaquim Romaguera i Ramió; el geògraf Josep Oliveras i Samitier; el fotògraf Joan Fontcuberta i Villà; la responsable dels fons fotogràfics de la Biblioteca Nacional d'Espanya, Isabel Ortega García; els conservadors de The Centre for Photographic Conservation de Londres, Angela i Ian Moor; la directora de l'Atelier de Restauration et de Conservation des Photograpies de la Ville de Paris (ARCP), Anne Cartier-Bresson; la professora de la School for Print Media al Rochester Institute of Technology de Nova York, Franziska Frey; el director del Image Permanence Institute (IPI) de Rochester, James Reilly; i l'historiador i arxiver Ramon Alberch i Fugueras; entre d'altres.

### Edicions
Des de 1990 fins a 2024, s'han dut a terme un total de divuit Jornades I&R. Les primeres edicions de les Jornades van tenir lloc al Centre Cultural La Mercè. Més endavant, es va canviar l'emplaçament i es van seguir realitzant a l'Auditori Palau de Congressos de Girona, com també a la seu del CRDI, situat al número 1 de la Placeta de l'Institut Vell, on hi tenen lloc, habitualment, els tallers programats.
Al llarg de la seva història, les Jornades han estat programades durant el mes de novembre, a excepció de les 13es Jornades, l'edició de 2014, que se celebrà durant el mes d'octubre en el marc del Congrés Arxius i Indústries Culturals que tingué lloc a Girona i que va aplegar tres esdeveniments: la 2a Conferència Anual d'Arxius, la 9a Conferència Europea d'Arxius i les 13es Jornades Imatge i Recerca.
Dins la programació habitual de les Jornades, en cal destacar, de les 15es Jornades, l'edició de 2018, el Memorial Ángel Fuentes, en el qual hi hagué un espai de debat dedicat a la conservació de la fotografia, en tribut al llegat del conservador i restaurador Ángel María Fuentes de Cía, qui, a més, havia contribuït amb la seva participació en edicions anteriors. També, de manera excepcional, l'any 2020, durant les 16es Jornades i coincidint amb el 30è aniversari d'aquestes, no en fou possible la celebració de forma presencial a causa de la pandèmia de COVID-19. Alternativament, es crearen i es publicaren un seguit de recursos relacionats amb la gestió dels arxius fotogràfics i audiovisuals.
Les 19es Jornades Imatge i Recerca tenen previstes la seva celebració l'any 2026, en dates pendents a determinar.
| Nº edició | Any  | Dies i mes                    | Ubicació                                                                         |
| --------- | ---- | ----------------------------- | -------------------------------------------------------------------------------- |
| 1a        | 1990 | 14, 15 i 16 de novembre       | Centre Cultural La Mercè                                                         |
| 2a        | 1992 | 12 i 13 de novembre           | Centre Cultural La Mercè                                                         |
| 3a        | 1994 | 16, 17 i 18 de novembre       | Centre Cultural La Mercè                                                         |
| 4a        | 1996 | 19, 20, 21 i 22 de novembre   | Centre Cultural La Mercè                                                         |
| 5a        | 1998 | 17, 18, 19 i 20 de novembre   | Centre Cultural La Mercè                                                         |
| 6a        | 2000 | 21, 22, 23 i 24 de novembre   | Centre Cultural La Mercè                                                         |
| 7a        | 2002 | 19, 20, 21 i 22 de novembre   | Centre Cultural La Mercè                                                         |
| 8a        | 2004 | 16, 17, 18 i 19 de novembre   | Centre Cultural La Mercè                                                         |
| 9a        | 2006 | 14, 15, 16 i 17 de novembre   | Auditori Palau de Congressos de Girona, Centre de Recerca i Difusió de la Imatge |
| 10a       | 2008 | 11, 12, 13 i 14 de novembre   | Auditori Palau de Congressos de Girona, Centre de Recerca i Difusió de la Imatge |
| 11a       | 2010 | 16, 17, 18 i 19 de novembre   | Auditori Palau de Congressos de Girona, Centre de Recerca i Difusió de la Imatge |
| 12a       | 2012 | 20, 21, 22 i 23 de novembre   | Auditori Palau de Congressos de Girona, Centre de Recerca i Difusió de la Imatge |
| 13a       | 2014 | 11, 12, 13, 14 i 15 d'octubre | Auditori Palau de Congressos de Girona                                           |
| 14a       | 2016 | 16, 17 i 18 de novembre       | Auditori Palau de Congressos de Girona                                           |
| 15a       | 2018 | 21, 22, 23 i 24 de novembre   | Auditori Palau de Congressos de Girona, Centre de Recerca i Difusió de la Imatge |
| 16a       | 2020 | novembre                      | No presencial, a causa de la pandèmia de COVID-19                                |
| 17a       | 2022 | 21, 22 i 23 de novembre       | Auditori Palau de Congressos de Girona, Centre de Recerca i Difusió de la Imatge |
| 18a       | 2024 | 20, 21, 22 i 23 de novembre   | Auditori Palau de Congressos de Girona, Centre de Recerca i Difusió de la Imatge |